# كوجيكي
كوجيكي  (باليابانية 古事記) وتعني سجلات الأمور التاريخية هي أقدم الكتب المعروفة في اليابان. كتب الكوجيكي مكتوبة بالكانجي، لكنها تحتوي على عدد كبير من الأسماء اليابانية. الأشعار المكتوبة في كوجيكي مكتوبة بلفظ ياباني باستخدام الأحرف الصينية.

## تاريخ
تم تقديم الكوجيكي من قبل أونو ياسومارو إلى الإمبراطور الياباني تينمو في عام 680 قبل الميلاد بناء على أحداث نقلت من كتب سابقة.

## كتب الكوجيكي
هناك نوعان رئيسيان من مخططات الكوكيجي: مخططات إسه ومخططات أورابه.
- تقسم مخططات إسه إلى:
  - شينبوكوجي (真福寺)
  - دوكا (道果)، وهذه بدورها تقسم إلى
    - دوكا (道果)
    - دوشو (道祥)
    - شونيو (春瑜)
- الإرابة تتألف من 36 مخطوطة.

## اقرأ أيضا
- أتسوتا جينغو